# Каратобе (Алматинская область)
Каратобе (каз. Қаратөбе, до 199? г. — Ленино) — село в Карасайском районе Алматинской области Казахстана. Входит в состав Ельтайского сельского округа. Код КАТО — 195233600.

## Население
В 1999 году население села составляло 285 человек (142 мужчины и 143 женщины). По данным переписи 2009 года, в селе проживало 326 человек (169 мужчин и 157 женщин).